# Robert Newton
Robert Newton (* 1. Juni 1905 in Shaftesbury, Dorset; † 25. März 1956 in Beverly Hills, Kalifornien) war ein britischer Schauspieler. Er erlangte Berühmtheit vor allem in Piratenfilmen wie Die Schatzinsel aus dem Jahr 1950 und prägte mit seinen Darstellungen das popkulturelle Bild des Piraten bis heute.

## Leben

### Familie
Robert Newtons Eltern waren der Maler Algernon Newton, Mitglied der Royal Academy of Arts, und eine Schriftstellerin. Sein Urgroßvater war einer der Gründer der Winsor & Newton Art-Supply Company. Sein Bruder und eine seiner Schwestern wurden wie der Vater auch Maler. Sally, seine Tochter, eiferte Robert Newton nach und wurde wie ihr Vater Schauspielerin. Auch seine beiden Söhne erlernten „anständige“ Berufe. Sein ältester Sohn wurde Theaterschriftsteller in Londons Nobelviertel West End und der jüngere Sohn wurde Fotojournalist.

### Anfänge
Nach Ende seiner Schulzeit, die er in Lamorna in Cornwall verbrachte, wurde Robert Newton stellvertretender Intendant an der Birmingham Repertory Company, wo Barry Jackson, später zum Ritter geschlagen, als erster Intendant aktiv war. Innerhalb weniger Monate wurde er in Birmingham zum gefragten Schauspieler. Er spielte in seiner Zeit in Birmingham in über 40 Stücken. Ein Grund für seinen großen Erfolg war wohl die sehr gute Ausbildung an der Birmingham Repertory Company.
1923 ging Newton nach Südafrika, um dort weitere Erfahrungen zu sammeln. Ein Jahr später, 1924, wurde er nach seiner Rückkehr Leiter eines Stückes in West End in London. 1928 merkte eine der Größen des damaligen Theaters Londons, Noël Coward, dass Robert Newton sehr talentiert war. Newton wurde von Coward gefördert und seine Karriere begann.
1931 wurde Newton Hauptdarsteller in Noël Cowards Theaterstück Bitter Sweet. Im gleichen Jahr wurde ihm von seinem Lehrmeister angeboten, die Produktion von Private Lies in New York zu übernehmen. Newton sagte zu und zog nach Amerika.
Im Sommer des Jahres 1931 wurde auch Robert Newton von der Weltwirtschaftskrise getroffen. Das Theater, in dem er angestellt war, musste schließen und Newton fand sich auf der Straße wieder. Nun versuchte er, nach Hollywood zu gelangen. Dies gelang auch, doch dort wurde Newton für keinen Film engagiert. In der folgenden Zeit arbeitete er als Viehzüchter in Kanada, um sich halbwegs über Wasser zu halten.
1932 kehrte Newton zurück nach London, wo er wieder im Stadtteil West End arbeitete. Ihm wurde ermöglicht, ein eigenes Theater in Fulham zu eröffnen, das er Schilling-Theater nannte, da der Eintrittspreis einen Schilling betrug (10 Cent). Die Eröffnung dieses Theaters war 1933. Das Theater war ein großer Erfolg und brachte Robert Newton viel Anerkennung. 1934 schloss das Theater und Newton ging nach West End zurück, wo er zahlreiche Angebote bekam.

### Erfolge als Pirat
Robert Newtons wahrscheinlich bekannteste Rolle war die des Long John Silver in der legendären 1950er-Verfilmung des Robert-Louis-Stevenson-Klassikers Die Schatzinsel. Dort spielte Newton an der Seite des damaligen Kinderstars Bobby Driscoll, der wie auch Robert Newton später einmal der Sucht nach Alkohol und anderen Drogen zum Opfer fallen sollte.
Zuvor spielte Newton 1939 in Riff-Piraten (Jamaica Inn). Jamaica Inn war die Verfilmung des Romanes von Daphne du Maurier aus dem Jahre 1936. In dem Film von Alfred Hitchcock spielte Robert Newton einen Regierungsagenten, der als Strandräuber die Küsten Cornwalls unsicher macht.
Zwischen 1939 und 1950, als die Schatzinsel gedreht wurde, spielte Robert Newton auch in weiteren bekannten Filmen mit. Unter der Regie von Laurence Olivier hatte er 1944 eine Nebenrolle in dem Klassiker Heinrich V. Drei Jahre danach wurde Newton für die Hauptrolle in Ausgestoßen (Odd Man Out) an der Seite von James Mason engagiert.
1948 spielte er ebenfalls eine Hauptrolle als skrupelloser Verbrecher Bill Sikes in David Leans Verfilmung des Charles-Dickens-Romans Oliver Twist, an der unter anderem auch Alec Guinness mitwirkte.
1950 war Robert Newton auf dem Höhepunkt seiner Karriere angelangt, als er in dem Abenteuerfilm Die Schatzinsel von Byron Haskin die Hauptrolle übernahm, dem ersten Spielfilm, den Walt Disney produzierte. Der Film gilt heute als absoluter Disney-Klassiker und wird noch immer oft im Fernsehen gezeigt.

### Letzte Jahre
Nach dem Erfolg von Die Schatzinsel folgten weitere Filme sowie 1954 das inoffizielle Sequel Der Schatz der Korsaren und die 26-teilige Fernsehserie The Adventures of Long John Silver. Dennoch verfiel Robert Newton immer weiter dem Alkohol. Er war bereits in früheren Jahren ein Mensch gewesen, der einiges vertrug, doch jetzt wurde aus dem gelegentlichen Alkoholkonsum eine Sucht. Robert Newton war nach Es wird immer wieder Tag zwei Jahre lang nicht mehr in Filmen zu sehen, ehe er 1956 neben David Niven in der Verfilmung des Jules-Verne-Romans Reise um die Erde in 80 Tagen zu sehen war. In dem 184-Minuten-Spektakel spielte er die Rolle des Mr. Fix, des Detektivs, der Phileas Fogg festnehmen soll.
In 80 Tagen um die Welt war der letzte Film von Robert Newton. Er starb noch im selben Jahr an den Folgen seines langjährigen starken Alkoholkonsums im Alter von 50 Jahren. Als genaue Todesursache für seinen Tod im Luxusviertel Beverly Hills wurde ein Herzinfarkt festgestellt. Sein Grab befindet sich auf dem Westwood Village Memorial Park Cemetery.

## Auszeichnungen
- 2002: Ernennung zur Disney-Legende durch die Walt Disney Company

## Filmografie (Auswahl)
- 1936: Feuer über England (Fire Over England)
- 1937: Dunkle Geschäfte (Dark Journey)
- 1938: Das Schiff des Zorns (Vessel of Wrath)
- 1939: Riff-Piraten (Jamaica Inn)
- 1940: Gaslicht (Gaslight)
- 1940: Major Barbara
- 1941: Der Hutmacher und sein Schloß (Hatter’s Castle)
- 1944: Wunderbare Zeiten (This Happy Breed)
- 1944: Heinrich V. (Henry V)
- 1946: Rauschgift an Bord (Night Boat to Dublin)
- 1947: Ausgestoßen (Odd Man Out)
- 1947: Hafen der Versuchung (Temptation Harbour)
- 1948: Oliver Twist
- 1948: Bis zur letzten Stunde (Kiss the Blood Off My Hands)
- 1949: Der Wahnsinn des Dr. Clive (Obsession)
- 1950: Die Schatzinsel (Treasure Island)
- 1950: Schicksal zwischen Ebbe und Flut (Waterfront)
- 1951: Drei auf Abenteuer (Soldiers Three)
- 1951: Tom Browns Schulzeit (Tom Brown’s Schooldays)
- 1952: Die Legion der Verdammten (Les Miserables)
- 1952: Kampf um den Piratenschatz (Blackbeard the Pirate)
- 1952: Androkles und der Löwe (Androcles and the Lion)
- 1953: Die Wüstenratten (The Desert Rats)
- 1954: Ins Paradies verdammt (The Beachcomber)
- 1954: Der Schatz der Korsaren (Long John Silver)
- 1954: Es wird immer wieder Tag (The High and the Mighty)
- 1956: In 80 Tagen um die Welt (Around the World in 80 Days)
- 1956–1957: The Adventures of Long John Silver (Fernsehserie, 26 Folgen)